# Mimetes hirtus
Mimetes hirtus es una especie de arbusto perteneciente a la familia Proteaceae.  Es endémica del Reino florístico del Cabo de Sudáfrica.

## Descripción
Mimetes hirtus es un arbusto con un solo tallo, erguido, muy ramificado, que alcanza un tamaño de 1,0-2,5 m de altura, con corteza lisa, de color rojizo. Las  hojas son lanceoladas, de 25-45 mm x 18.5. Las inflorescencias o grupos de flores nacen en las axilas de las hojas.

## Distribución y hábitat
Mimetes hirtus es endémica del Reino florístico del Cabo, en los pantanos de las tierras bajas costeras y las laderas de las montañas costeras (0-400 m).

## Taxonomía
Mimetes hirtus fue descrito por Salisb. ex Knight y publicado en Cult. Prot. 66. 1809
Sinonimia
- Leucadendron hirtum L.[4]